# Falbenthal

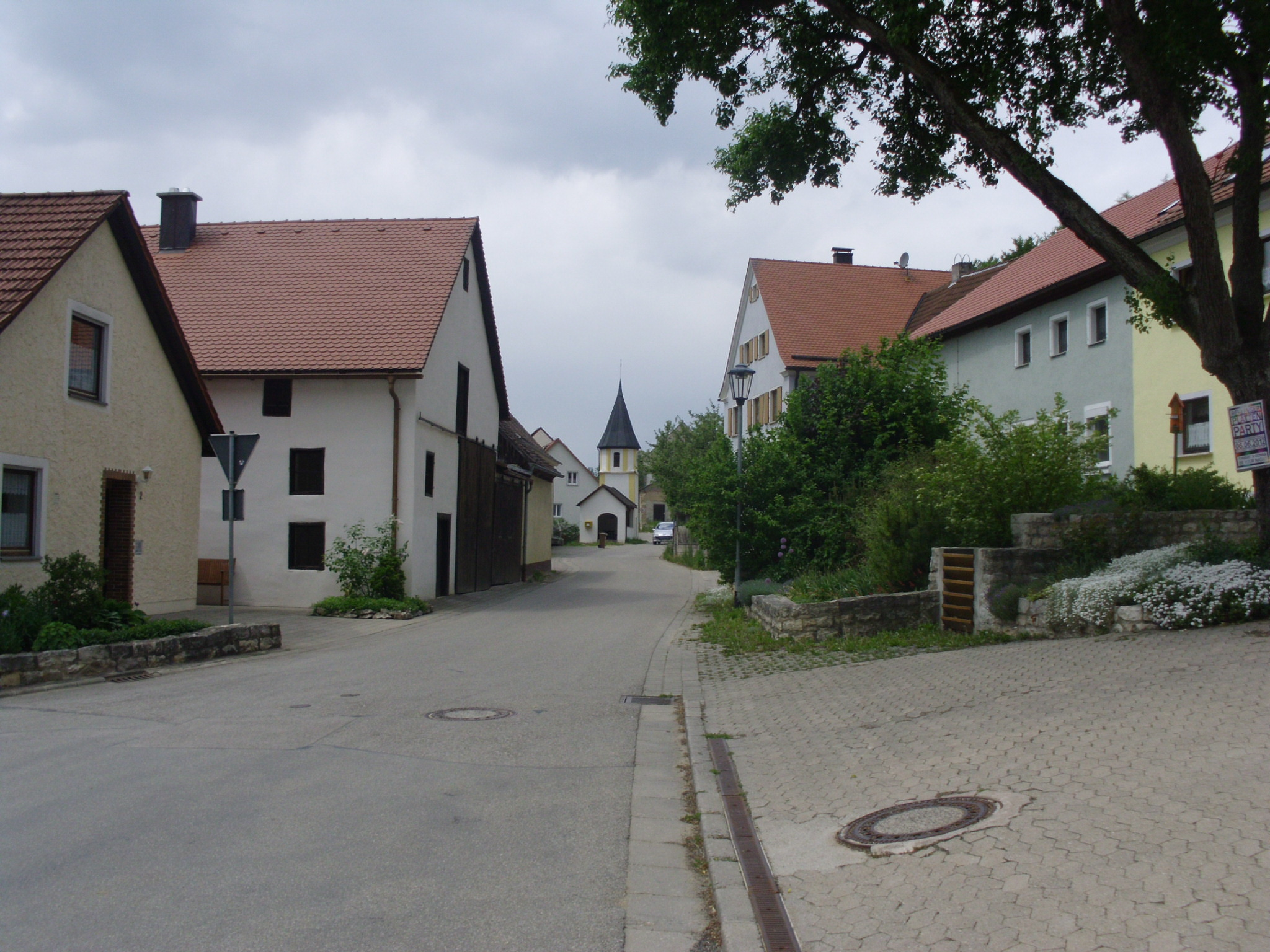
Dorf Falbenthal

Falbenthal ist ein Gemeindeteil der Stadt Treuchtlingen im Landkreis Weißenburg-Gunzenhausen (Mittelfranken, Bayern). Falbenthal liegt in der Gemarkung Wettelsheim.

## Geographische Lage
Das Dorf liegt in der Südlichen Frankenalb rund drei Kilometer westnordwestlich der Ortsmitte von Wettelsheim am südlichen Rand des Berolzheimer Waldes. An einem Hangeinschnitt wenig im Süden entspringt der Bach Erlach, der dann auf sich weitendem Talgrund nach Wettelsheim zur Rohrach fließt. Falbenthal wird von der Kreisstraße WUG 5 durchquert, die von Wettelsheim her im Talgrund naht, im Ort nach Süden abknickt und dann die genannte Quellklinge hinauf über einen Höhenrücken nach Windischhausen ins Tal der oberen Rohrach läuft. Nach dem westlichen Ortsende zweigt ein befestigter Feldweg nach Großholz ab, einem Gemeindeteil von Markt Berolzheim.

## Geschichte

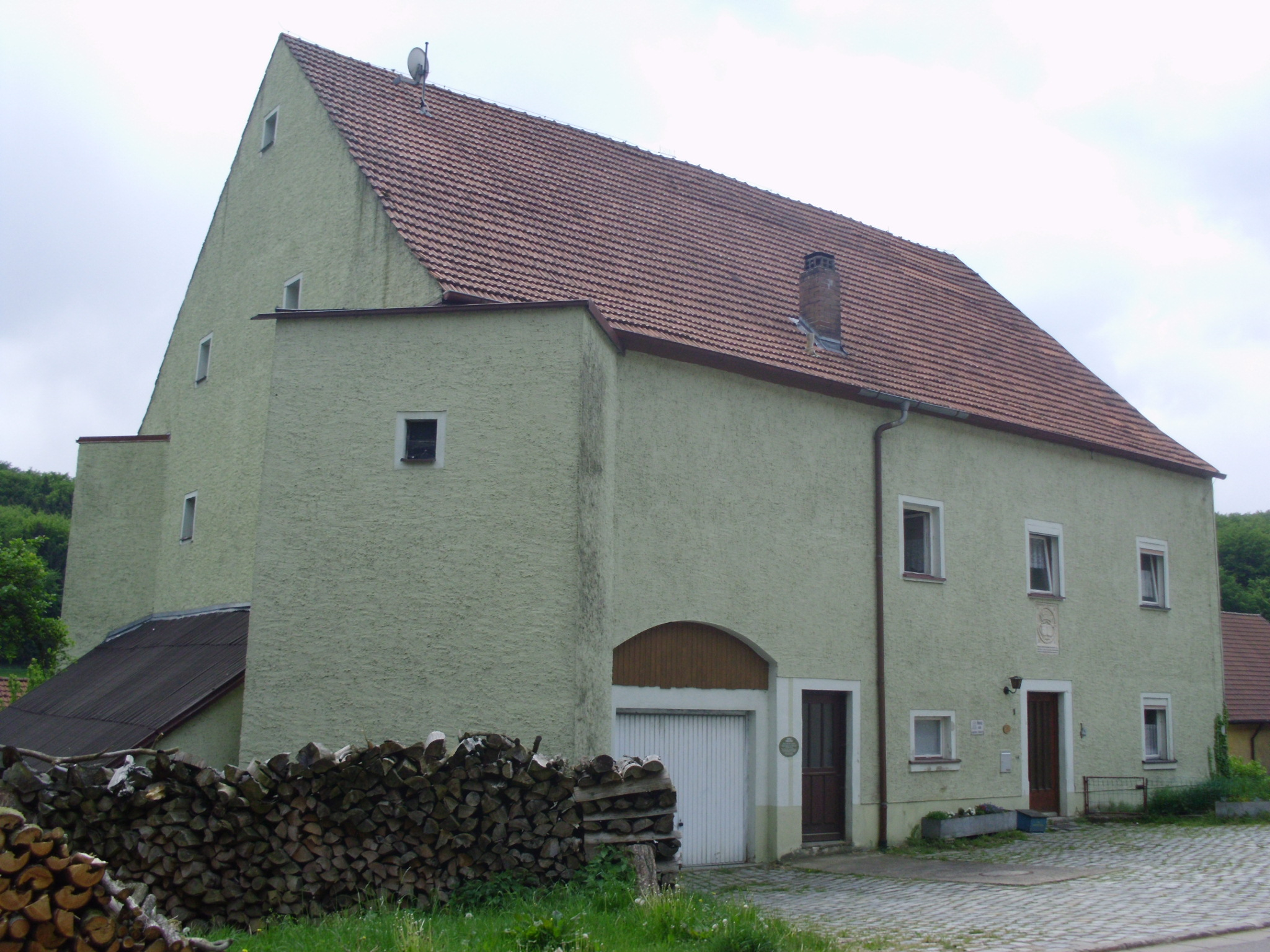
Das ehemalige Schloss

Der Ortsname wird als „Siedlung im fahlen Tal“ gedeutet, wobei sich das Adjektiv „fahl“ wohl auf die Beschaffenheit (Farbe) des Bodens bezieht. 1250 stellte Papst Innozenz IV. dem Kloster Wülzburg einen Schutzbrief aus, der auch Besitz zu „Walwental“, dem heutigen Falbenthal, beinhaltete. Die Zugehörigkeit zum Benediktinerkloster Wülzburg wird auch in einem Beleg von 1388 deutlich, der von zwei abgabenpflichtigen Höfen zu „Valbental“ spricht. 1493 (und 1537) bestand Falbenthal nur noch aus einem Hof, der dem Kloster Wülzburg Reichnisse zu geben hatte.
1535 gehörte „Falmthal“ nach der Säkularisation des Klosters Wülzburg zum markgräflich-brandenburgische Halsgericht Hohentrüdingen. 1608 bestätigte der adelige Offizier Hans von Buchholz zu Helfenberg, vom Markgrafen zu Ansbach den bis dahin erbzinslehenbaren Weiler Falbenthal als Rittermannlehen empfangen zu haben; es bestand aus einem neu erbauten Adelssitz nebst Zugehörungen an landwirtschaftlichen Gebäuden, Äckern, Wiesen und Wald. Im Jahr darauf ging das Gut an dessen Schwiegersohn Christoph von Lichtenstein über. Dieser verkaufte Falbenthal 1613 an seinen Schwager Ludwig von Zocha, der es 1624 an Bernhard von Creutz veräußerte. Das durch den Dreißigjährigen Krieg „ganntz veröedete vund ruinirte gut“ ging 1642 an Johann von Leubelfing über. 1643 protestierte das Richteramt Wettelsheim vergeblich gegen die Verselbständigung des Rittergutes. 1681 wurde das Schloss Falbenthal umgebaut bzw. als dreigeschossiger Traufsteinbau mit vier Ecktürmen an der Frontseite neu errichtet, wie die Jahreszahl über dem Eingang bezeugt. 1708 erhielt Christoph Philipp Ludwig von Leubelfing die markgräfliche Erlaubnis, sein Gut um einige Häuser zu mehren und Bauern anzusiedeln. So ist in einem Beleg von 1732 davon die Rede, dass zum Schloss eine Ziegelhütte (heute landwirtschaftliches Anwesen Falbenthal Nr. 15) und elf „Söldenhäußlein“ gehörten, die nach Wettelsheim gepfarrt waren; die niedere Gerichtsbarkeit lag in den Händen der Schlossherrschaft, die hohe beim brandenburgischen Oberamt Hohentrüdingen. 1787 fiel das Rittermannlehen Falbenthal im Ritterkanton Altmühl mit dem Aussterben derer von Leubelfing an den brandenburgischen Markgrafen heim. Daraufhin erhielt der Geheime Rat und Oberhofmarschall Carl Wilhelm Friedrich Freiherr Eichler von Auritz das Gut vom Markgrafen zu Lehen.
Gegen Ende des Heiligen Römischen Reiches, um 1800, bestand der Weiler Falbenthal aus dem Eichlerischen Rittersitz und zehn ritterschaftlichen Untertanen. Seit 1806 im Königreich Bayern, fiel Falbenthal durch den Tod des Gutsherrn Eichler am 12. Juni 1816 im Gantprozess an einen bäuerlichen Besitzer namens C. Schmidt; die im Nachgang zu Preußen (seit 1796/97) ab 1808 provisorische bayerische Patrimonialgerichtsbarkeit, die der nichtadelige neue Besitzer nicht übernehmen durfte, erwarben die Grafen von Pappenheim; sie wurde 1818 vom Landgericht Heidenheim eingezogen. Der Weiler Falbenthal wurde der Ruralgemeinde Wettelsheim zugeordnet, die im Zuge der Gebietsreform in Bayern am 1. Juli 1972 nach Treuchtlingen im Landkreis Weißenburg-Gunzenhausen eingemeindet wurde.
1996 bis 2000 vollzog Falbenthal eine Dorferneuerung.

### Einwohnerzahlen
- 1818: 65 Einwohner[12]
- 1824: 92 Einwohner, 18 Wohngebäude[14]
- 1831: 70 Einwohner, 16 Häuser[15]
- 1950: 105 Einwohner, 14 Anwesen[12]
- 1961: 73 Einwohner, 16 Wohngebäude[16]
- 1. Januar 2011: 43 Einwohner[17]
- 31. Dezember 2013: 45 Einwohner[18]

## Vereine
- Freiwillige Feuerwehr Wettelsheim-Falbenthal, gegründet 1865[19]

## Baudenkmäler

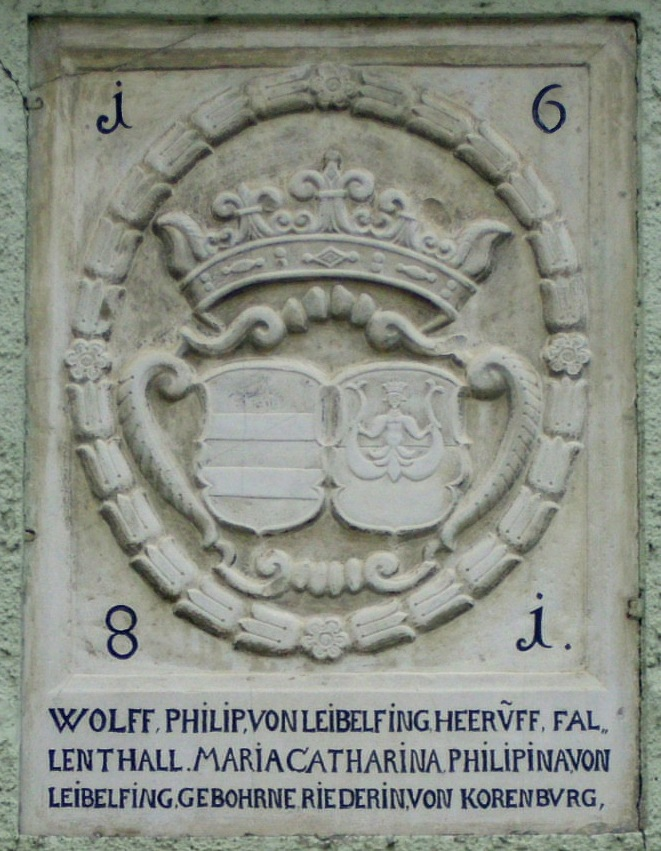
Wappenstein über dem ehemaligen Schlossportal

Falbenthal ist ein überwiegend landwirtschaftlich geprägtes Dorf. Das Schloss von fünf Fensterachsen Breite, von dem im 19. Jahrhundert die beiden westlichen Ecktürme zur Gänze und von den östlichen die Obergeschosse sowie das gesamte Schlossobergeschoss entfernt wurden, hat nur noch Wohnfunktion. Der zweigeschossige, mit einem Spitzhelm gekrönte Gemeindeturm in der Ortsmitte stammt von 1878; der Anbau ist jüngeren Datums.

## Sonstiges
- Von der Birnensorte „Amanlis Butterbirne“ gibt es im Landkreis Weißenburg-Gunzenhausen nur noch einige Altbäume, so bis ca. 2012 bei Falbenthal. Die Sorte wurde in der Obstarche Spielberg gesichert.[23] Auch von der heute seltenen Apfelsorte „Lütticher Ananaskalvill“ gibt es bei Falbenthal noch einen Altbaum.[24]